# Marcos Concha Tupayachi
Marcos Marcial Concha Tupayachi (Huayllabamba, 25 de abril de 1953) es un político peruano. Fue alcalde y regidor del distrito de Huayllabamba y consejero regional del Cusco entre 2011 y 2014.
Nació en el distrito de Huayllabamba, provincia de Urubamba, departamento del Cusco, el 25 de abril de 1953. Cursó sus estudios primarios en su localidad natal y los secundarios en la Gran Unidad Escolar Inca Garcilaso de la Vega de la ciudad del Cusco. Desde los años 1990 ocupa diversos cargos públicos en las municipalidades distritales y provinciales del departamento.
Participó en las elecciones municipales de 1983 como candidato de la Izquierda Unida a la alcaldía del distrito de Huayllabamba obteniendo la representación con el 54.255% de los votos. Luego de su gestión, en las elecciones de 1989 fue candidato a regidor del mismo distrito obteniendo la representación. En 1998 participó en las elecciones municipales como candidato a regidor del distrito de Santiago que forma parte del área metropolitana de la ciudad del Cusco por el movimiento independiente "Mi Cusco" obteneiendo la elección. Participó en las elecciones regionales del 2010 como candidato al consejo regional del Cusco por la provincia de Urubamba por el "Movimiento Regional Acuerdo Popular Unificado" obteniendo la representación con 5519 votos que representaron el 23.098%.